# André Lwoff
André Lwoff, född 8 maj 1902 i Ainay-le-Château, Allier, död 30 september 1994 i Paris, var en fransk mikrobiolog.

## Biografi
Lwoff kom till Pasteurinstitutet i Paris när han var 19 år gammal. År 1932 avslutade han sin doktorsexamen och, med hjälp av ett bidrag från Rockefeller Foundation, flyttade han därefter till Kaiser Wilhelm-institutet för medicinsk forskning i Heidelberg till Otto Meyerhof, där han forskade på utvecklingen av flagellater. Ett annat Rockefellerbidrag tillät honom att flytta till Cambridge University 1937. År 1938 utsågs han till avdelningschef vid Pasteurinstitutet, där han gjorde banbrytande forskning om bakteriofager och på poliovirus.
År 1965 erhöll han, tillsammans med François Jacob och Jacques Monod, Nobelpriset i fysiologi eller medicin, för arbeten rörande den genetiska informationen och styrningen av enzymbildningen i cellen.